# Stephen Clark Foster
Stephen Clark Foster (1820 - 1898) est le premier maire de Los Angeles avant son incorporation. Il a été élu à trois reprises, en 1848, en 1854, et en 1856.
Né dans le Maine, il est diplômé de Yale en 1840.